# Alfred Hutchinson Cowles
Alfred Hutchinson Cowles (* 8. Dezember 1858 in Cleveland (Ohio); † 13. August 1929 in Sewaren) war ein US-amerikanischer Chemiker und Unternehmer.
Cowles war der Sohn des Verlegers Edwin Cowles Jr. (1825–1890, Verleger des Cleveland Leader) und Neffe der Chicago Tribune Alfred Cowles Sr. (1832–1888).
Cowles studierte ab 1875 am Ohio Agricultural and Mechanical College (der späteren Ohio State University) und ab 1877 an der Cornell University Elektrotechnik und Chemieingenieurwesen.
1882 trat er in das Bergbauunternehmen seines Bruders in Santa Fe ein und entwickelte ein Aufbereitungsverfahren für schwer trennbare Erze in einem Elektroofen (die dortigen Erze enthielten Gold, Kupfer, Blei, Zink, Antimon). Er erhielt ein Patent auf das Verfahren und gründete 1884 in Cleveland eine eigene Firma (Electric Smelting and Aluminium Company), mit der er Aluminium herstellte. Als dies durch die Schmelzflusselektrolyse verdrängt wurde produzierte er Siliciumcarbid, Graphit, Phosphor und Calciumcarbid. 
Zuletzt entdeckte er 1923 die Wirkung von Natriummetasilikat als Waschmittel und gründete die Cowles Detergent Company. 